# Popis smijenjenih ministara Vlada Andreja Plenkovića
Hrvatski političar Andrej Plenković bio je predsjednik 14. i 15. Vlade Republike Hrvatske, te je predsjednik aktualne 16. Vlade Republike Hrvatske. Te su sazive obilježili rekordni brojevi smijenjenih ministara uslijed afera ili osobnih nesuglasica s vodstvom.

## 14. Vlada
Četrnaesta Vlada oformljena je nakon izglašavanja nepovjerenja Tihomiru Oreškoviću i trinaestoj Vladi Republike Hrvatske.
| Rbr. | Ime i prezime    | Ministarstvo                                                     | Početak mandata     | Datum smjenjivanja | Razlog smjenjivanja | Napomena             |
| ---- | ---------------- | ---------------------------------------------------------------- | ------------------- | ------------------ | --- | -------------------- |
| 1.   | Vlaho Orepić     | Ministarstvo unutarnjih poslova                                  | 22. siječnja 2016.  | 27. travnja 2017.  | Smijenjeni nakon što su se, prateći skupnu odluku svoje stranke Most, složili s prijedlogom oporbe o izglasavanju nepovjerenja ministru financija Zdravku Mariću.                | [ 5 ] [ 6 ]          |
| 2.   | Ante Šprlje      | Ministarstvo pravosuđa                                           | 22. siječnja 2016.  | 27. travnja 2017.  | Smijenjeni nakon što su se, prateći skupnu odluku svoje stranke Most, složili s prijedlogom oporbe o izglasavanju nepovjerenja ministru financija Zdravku Mariću.                | [ 5 ] [ 6 ]          |
| 3.   | Slaven Dobrović  | Ministarstvo zaštite okoliša i energetike                        | 22. siječnja 2016.  | 27. travnja 2017.  | Smijenjeni nakon što su se, prateći skupnu odluku svoje stranke Most, složili s prijedlogom oporbe o izglasavanju nepovjerenja ministru financija Zdravku Mariću.                | [ 5 ] [ 6 ]          |
| 4.   | Martina Dalić    | Ministarstvo gospodarstva                                        | 19. listopada 2016. | 14. svibnja 2018.  | Dala je ostavku uslijed pritiska javnosti zbog afere Hotmail (zvane i afera Borg): kontroverznog pisanja zakona o sanaciji Agrokora.                                             | [ 7 ] [ 8 ]          |
| 5.   | Lovro Kuščević   | Ministarstvo uprave                                              | 19. listopada 2016. | 8. srpnja 2019.    | Dao ostavku uslijed pristiska javnosti i opozicije zbog optužbe da je zlorabio položaje za imovinsku dobit.                                                                      | [ 9 ]                |
| 6.   | Goran Marić      | Ministarstvo državne imovine                                     | 19. listopada 2016. | 15. srpnja 2019.   | Podnio ostavku uslijed pritiska javnosti i istrage USKOK-a o navodnom mešetarenju s nekretninama.                                                                                | [ 10 ] [ 11 ]        |
| 7.   | Gabrijela Žalac  | Ministarstvo regionalnog razvoja i fondova Europske unije        | 19. listopada 2016. | 17. srpnja 2019.   | Smijenjena uslijed rekonstrukcije Vlade. Bila je dio niza afera, poput afere Softver.                                                                                            | [ 12 ] [ 13 ]        |
| 8.   | Tomislav Tolušić | Ministarstvo poljoprivrede                                       | 25. svibnja 2018.   | 17. srpnja 2019.   | Smijenjen uslijed rekonstrukcije Vlade. Povezivan je s nizom afera o nekretninama i imovinskom karticom, te optužen u aferi Po babi i stričevima.                                | [ 13 ] [ 14 ] [ 15 ] |
| 9.   | Nada Murganić    | Ministarstvo za demografiju, obitelj, mlade i socijalnu politiku | 19. listopada 2016. | 17. srpnja 2019.   | Smijenjena uslijed rekonstrukcije Vlade. Bila je dio niza afera, poput afere Paketići: darovni paketići za socijalno ugroženu djecu koji su završili u privatnom dječjem vrtiću. | [ 13 ] [ 16 ] [ 17 ] |
| 10.  | Milan Kujundžić  | Ministarstvo zdravstva                                           | 19. listopada 2016. | 28. siječnja 2020. | Smijenjen zbog afere oko imovinske kartice i neprijavljene imovine. | [ 18 ]               |
| 11.  | Damir Krstičević | Ministarstvo obrane                                              | 19. listopada 2016. | 7. svibnja 2020.   | Podnio ostavku nakon pada vojnog školskog zrakoplova kod Zadra 2020. godine, u kojemu su poginula dva vojnika HV-a.                                                              | [ 19 ]               |

## 15. Vlada
Mandat petnaeste Vlade započeo je 23. srpnja 2020. i završio 17. svibnja 2024. godine.
| Rbr. | Ime i prezime   | Ministarstvo                                                      | Početak mandata  | Datum smjenjivanja | Razlog smjenjivanja | Napomena             |
| ---- | --------------- | ----------------------------------------------------------------- | ---------------- | ------------------ | --- | -------------------- |
| 12.  | Darko Horvat    | Ministarstvo prostornog uređenja, graditeljstva i državne imovine | 23. srpnja 2020. | 19. veljače 2022.  | Smijenjen nakon USKOK-ove optužnice zbog malverzacija u dodjeli bespovratnih sredstava za razvoj malog i srednjeg poduzetništva na područjima nacionalnih manjina, poznato i kao dio afere Po babi i stričevima. | [ 15 ] [ 20 ] [ 21 ] |
| 13.  | Josip Aladrović | Ministarstvo rada i mirovinskog sustava                           | 23. srpnja 2020. | 29. travnja 2022.  | Napustio Vladu nakon što je USKOK podignuo optižnicu protiv njega kao dijela afere Po babi i stričevima: Aladrovića se teretilo za pogodovanje pri zapošljavanju u Hrvatskom zavodu za mirovinsko osiguranje.    | [ 15 ] [ 22 ]        |
| 14.  | Ivan Paladina   | Ministarstvo prostornog uređenja, graditeljstva i državne imovine | 9. ožujka 2022.  | 17. siječnja 2023. | Napustio je Vladu zbog navodnog pritiska javnosti uslijed spore obnove područja pogođenih potresima 2020. godine na područjima Petrinje, Zagreba i njihovih okolica.                                             | [ 23 ]               |
| 15.  | Mario Banožić   | Ministarstvo obrane                                               | 23. srpnja 2020. | 11. studenog 2023. | Izvanredno smijenjen zbog prometne nesreće u kojoj je smrtno stradala jedna osoba; Banožića se tereti da je uzrokovao nesreću.                                                                                   | [ 24 ] [ 25 ]        |

## 16. Vlada
Mandat šesnaeste Vlade započeo je 17. svibnja 2024. godine.
| Rbr. | Ime i prezime | Ministarstvo                                      | Početak mandata    | Datum smjenjivanja | Razlog smjenjivanja | Napomena      |
| ---- | ------------- | ------------------------------------------------- | ------------------ | ------------------ | --- | ------------- |
| 16.  | Vili Beroš    | Ministarstvo zdravstva                            | 31. siječnja 2024. | 15. studenog 2024. | Smijenjen uslijed istrage Ureda europskog javnog tužitelja (EPPO) zbog sumnji u korupciju u javnoj nabavi.                                  | [ 26 ]        |
| 17.  | Josip Dabro   | Ministarstvo poljoprivrede, šumarstva i ribarstva | 17. svibnja 2024.  | 18. siječnja 2025. | Dao ostavku nakon curenja u javnost videa kako iz pištolja puca kroz otvoreni prozor automobila dok ga druga osoba vozi naseljenim mjestom. | [ 27 ] [ 28 ] |